# Karel Paleček
Generálporučík Karel Paleček (28. ledna 1896, Plzeň – 12. března 1962, Praha) byl československý legionář, voják a zakladatel výsadkových jednotek Československé armády.

## Mládí
Karel Paleček se narodil 28. ledna 1896 v Plzni v rodině truhláře a železničáře Františka Palečka (*1864) a jeho manželky Doroty, rozené Ulčové (*1864). Měl pět starších sester a bratra. Po absolvování čtyř ročníků reálného gymnázia vystudoval obchodní školu.
Na začátku první světové války byl povolán do Rakousko-uherské armády a v řadách 35. pluku odjel na ruskou frontu. Bojoval v Haliči a v Rusku. Tam v září 1916 přeběhl do zajetí a 1. prosince 1916 se přihlásil do Československých legií, se kterými prodělal bitvu u Zborova a přechod Sibiře.

## První republika
Do nově vzniklého Československa se vrátil v roce 1919. Svůj další život se rozhodl spojit s armádou. Po absolvování školy pro důstojníky prošel řadou velitelských funkcí u 46. pluku v Chomutově. V roce 1931 se stal důstojníkem druhého oddělení Hlavního štábu, tehdejší vojenské zpravodajské služby. Působil v ofenzivním (rozvědném) oddělení zaměřeném na Německo. Zároveň umožnil čs. vojenským zpravodajcům zřídit ve svém rodinném domě ve Střešovicích konspirační (utajené) pracoviště.
Poté, co zpravodajská služba získala nezvratné informace o chystaném obsazení republiky nacistickým Německem, využil Paleček nabídku plk. Moravce a opustil Československo, aby se z Anglie podílel na boji proti okupantům.

## Exil
V exilu byl nejdříve pověřen řízením pařížské zpravodajské expozitury. Po pádu Francie se přesunul do Anglie, kde začal řídit Zvláštní skupinu D, která prováděla výběr a výcvik budoucích příslušníků paradesantních skupin vysílaných v rámci zvláštních operací do okupovaného Československa.
Na konci války byl pověřen dalším plněním koordinací výsadků materiálů pro odboj v Protektorátu Čechy a Morava ze strany SSSR. Z tohoto důvodu se z Londýna přesunul do osvobozených Košic. Ve funkci koordinátora ale záhy zjistil, že sovětská strana má malý zájem na posilování národního odboje v českých zemích.

## Po válce
Po válce jako důstojník zpravodajského oddělení HŠ přijímal hlášení přeživších výsadkářů ze zvláštních operací a zároveň připravoval vznik prvních československých výsadkových jednotek, tzv. jednotek dopravovaných vzduchem (JDV). V roce 1948 byl, již v hodnosti brigádního generála jmenován do funkce velitele výsadkového vojska.
V listopadu 1949 byl spolu se svým náčelníkem štábu Rudolfem Krzákem zatčen a na základě vykonstruovaných obvinění odsouzen k 9 rokům odnětí svobody, degradaci, ztrátě občanských práv na deset let, zabavení většiny majetku a peněžitému trestu. Trest si odpykával nejprve na plzeňských Borech a poté v Leopoldově. V roce 1952 byl jeho případ znovu otevřen a Karel Paleček byl v neveřejném procesu zbaven viny a osvobozen.
Zemřel 12. března 1962 po několika těžkých operacích.

### Rodinný život
Dne 10. dubna 1923 se Karel Paleček oženil s Eliškou Stádníkovou z Chomutova (*1900).
Bratr Karla Palečka emigroval do Izraele po r. 1945 a jeho rodiče byli vystěhování do Horšovského Týna, kde žili v 60. a 70. letech až do své smrti.[zdroj?]

## Ztvárnění v umění
V roce 2013 ho v seriálu České století ve 2. epizodě Den po Mnichovu (1938) ztvárnil herec Pavel Batěk.

## Ocenění
- In memoriam byl Karel Paleček (přezdívaný táta Palec) po listopadu 1989 plně rehabilitován a v roce 1992 povýšen do hodnosti generálporučíka.
- Od roku 2006 nese jméno Karla Palečka 102. průzkumný prapor v Prostějově.[7][8]